# Paul Parisel
Paul Marcel Parisel (ur. 15 grudnia 1904 w Paryżu, zm. 2 stycznia 1987 w Selles-sur-Cher) – francuski zapaśnik walczący w stylu klasycznym. Dwukrotny olimpijczyk. Zajął trzynaste miejsce w Paryżu 1924 i osiemnaste w Amsterdamie 1928. Walczył w wadze lekkiej.

## Letnie Igrzyska Olimpijskie 1924
| Konkurencja            | Rundy eliminacyjne         | Rundy eliminacyjne    | Rundy eliminacyjne   | Klas. końcowa |
| Konkurencja            | Przeciwnik I               | Przeciwnik II         | Przeciwnik III       | Miejsce       |
| ---------------------- | -------------------------- | --------------------- | -------------------- | ------------- |
| 67,5 kg styl klasyczny | Englebertus Mollin (BEL) Z | Mihály Matura (HUN) P | Ludwig Sesta (AUT) P | 13.           |

## Letnie Igrzyska Olimpijskie 1928
| Konkurencja        | Rundy eliminacyjne     | Klas. końcowa |
| Konkurencja        | Przeciwnik I           | Miejsce       |
| ------------------ | ---------------------- | ------------- |
| 67,5 kg styl wolny | Frits Janssens (BEL) P | 18.           |